# هنري تشايلدز (لاعب كرة قدم كندية)
هنري تشايلدز (بالإنجليزية: Henri Childs)‏ هو لاعب كرة قدم كندية أمريكي، ولد في 15 يناير 1980 في شاوني في الولايات المتحدة.